# 세라 달링
세라 달링(Sarah Darling, 1982년 10월 4일 ~ )은 미국의 싱어송라이터이다.